# Rebellion (hudební skupina)
Rebellion je německá powermetalová skupina, projekt kytaristy Uwe Lulise a baskytaristy Tomiho Goetlicha - bývalých muzikantů skupiny Grave Digger.

## Diskografie
- 2002 - A Tragedy In Steel
- 2003 - Born A Rebel
- 2005 - Sagas Of Iceland
- 2006 - Single Miklagard
- 2006 - Videoclip Miklagard Archivováno 10. 1. 2007 na Wayback Machine.
- 2007 - Miklagard
- 2009 - Arise